# Seznam hor a kopců v Abcházii
Toto je seznam významných hor a kopců ve sporném území Abcházie řazený podle jejich nadmořské výšky.

## Seznam hor a kopců
| m    | Název vrcholu | Fotografie | Pohoří         | Souřadnice                       | Poznámka                 |
| ---- | ------------- | ---------- | -------------- | -------------------------------- | ------------------------ |
| 4046 | Dombaj-Ulgen  |            | Velký Kavkaz   | 43°14′38″ s. š., 41°43′32″ v. d. | Nejvyšší vrchol Abcházie |
| 3211 | Agepsta       |            | Gagerský hřbet | 43°32′53″ s. š., 40°28′55″ v. d. |                          |
| 2732 | Akh-Ag        |            | Gagerský hřbet | 43°30′27″ s. š., 40°17′04″ v. d. |                          |
| 2709 | Čolgon        |            | Gagerský hřbet | 43°29′33″ s. š., 40°17′42″ v. d. |                          |
| 2661 | Arabika       |            | Gagerský hřbet | 43°24′58″ s. š., 40°21′23″ v. d. |                          |
| 2431 | Hyrka         |            | Gagerský hřbet | 43°23′28″ s. š., 40°23′20″ v. d. |                          |
| 2384 | Krepost       |            | Gagerský hřbet | 43°23′52″ s. š., 40°21′20″ v. d. |                          |
| 2383 | Utyug         |            | Gagerský hřbet | 43°23′43″ s. š., 40°22′41″ v. d. |                          |
| 1880 | Monahluk      |            | Gagerský hřbet | 43°25′23″ s. š., 40°14′55″ v. d. |                          |
| 1873 | Mamzyshkha    |            | Gagerský hřbet | 43°18′15″ s. š., 40°20′05″ v. d. |                          |
| 1132 | Laškendar     |            |                | 42°48′26″ s. š., 41°45′26″ v. d. |                          |